# Interop V-Lab
Interop V-Lab  är ett internationellt forskningsnätverk bildat 2007 för att verka inom området interoperabilitet mellan företag. Nätverket består av 250 forskare och 70 organisationer som representerar akademiker, forskningscentra, industriella avnämare och små och medelstora företag från Europa och Kina. Interop V-Lab finansieras av EU som en del av ett Network of Excellence vid namn Interop-NoE (Interoperability research for networked enterprise applications and software). 
Interop V-Lab:s forskning baserar sig på tre nyckelkomponenter:
- Informationsteknik och Kommunikationsteknik, den tekniska basen i interoperabla system
- Företagsmodellering, för att utveckla organisationsstrukturer som kan förbättra organisationers interoperabilitet
- Ontologi, för att säkerställa den semantiska enhetligheten i organisationer och system. Här arbetar man inom tre områden: (i) teoretiska grunder; (ii) möjliggörande teknologi; (iii) exemplifierande tillämpningar.

Två resultat av INTEROP-NoE-projektet är särskilt intressanta:
- I-V KMap (INTEROP-VLab Knowledge Map), ett kompetenshanteringssystem inom företagsinteroperabilitetsområdet som använder sig av en ontologibaserad sökmotor. I-V KMap kan användas för att finna och lagra relevant innehåll (dokument, projekt och produktbeskrivningar, folks kompetens, organisationer, händelser av all slag så som möten, besök...) inom ett specifikt kunskapsområde, baserat på den tillhörande ontologin.

I-V KMap-teknik kan också tillämpas på andra områden än företagsinteroperabilitet.
- I-V e-Learning-plattformen, som innehåller mer än 50 webbkurser och övningar utvecklade av experter inom företagsinteroperabilitet och relaterade områden som företagsmodellering, ontologier och arkitektur & plattformar.